# 江西中医药大学
江西中医药大学位于中华人民共和国江西省南昌市。

## 历史
学校最早可追溯追溯到清朝光绪年间在南昌办的“医学堂”，1932年部分中医界名流联合创办了学制五年的江西中医专门学校；1943年又创办了三年制的江西中医学校。新中国成立以后，1953年创办的江西中医进修学校，1958年该校更名为江西中医专科学校；1959年5月创建江西中医学院；1969年，与江西医学院（现南昌大学医学院）合并，成立江西医科大学；1972年11月与江西医学院分设，复名为江西中医学院；1973年，江西药科学校并入；2003年，江西省中医药高级技术学院并入，2013年4月18日，教育部复函江西省人民政府（教发函[2013]60号）文件，同意江西中医学院更名为“江西中医药大学”。现有四个校区：湾里校区（主校区、独立学院）、阳明校区（老校区，研究生部）、抚生校区（独立学院老校区）、望城校区（高职，中专），占地共2308亩，建筑面积35万平方米。2012年12月共有全日制学生11587人。 
2021年1月25日，经中华人民共和国教育部批准，原由江西中医药大学管理的独立学院江西中医药大学科技学院脱离该校管理，转设为公办普通高等学校南昌医学院，由江西省人民政府领导管理。

## 机构设置
学校设有生命科学学院、灸学院、临床医学院、护理学院、药学院、计算机学院、经济与管理学院、思想政治理论教育教学部、人文学院、体育教学部、基础医学院、研究生院、成人教育学院、国际教育学院、高等职业技术学院等15个教学机构。 
学校有直属附属医院2所（江西省中医院、江西中医药大学第二附属医院）、非直属附属医院8所[鹰潭市中医院（三附院）、丰城市中医院（四附院）、宜春市中医院（五附院）、九江市中医院（六附院）、玉山县中医院（七附院）、新余市中医院（八附院）、赣州市中医院（九附院）、南昌市第二医院（江西中医药大学附属中西医结合医院）]。
学校有校办企业3个，其中以江中集团最为著名。
校训：惟学、惟人、求强、求精。